# Nico Rosberg
Nico Erik Rosberg (n. 27 iunie 1985, Wiesbaden, RFG) este un fost pilot profesionist de curse germano-finlandez. A concurat în Campionatul Mondial de Formula 1 din 2006 până în 2016, câștigând Campionatul Mondial al Piloților în 2016 cu echipa Mercedes-AMG Petronas Motorsport. Singurul copil al campionului mondial de Formula 1 din 1982, finlandezul Keke Rosberg, și al soției sale germane Sina Rosberg, el și-a petrecut copilăria în principal în Principatul Monaco.
Rosberg a condus pentru prima dată în Formula 1 pentru echipa Williams din 2006 până în 2009 și a obținut două poziții pe podium în 2008. În 2010, s-a mutat la Mercedes, împreună cu colegul german și de șapte ori campion mondial, Michael Schumacher. Rosberg a obținut prima sa victorie în carieră la Marele Premiu al Chinei din 2012. El a fost coechipierul fostului prieten din karting și eventualul septuplu campion mondial, Lewis Hamilton, din 2013 până în 2016, terminând de două ori pe locul doi după coechipierul său înainte de a câștiga titlul în 2016.
Rosberg și-a anunțat retragerea din cursele cu motor la cinci zile după ce a câștigat titlul, invocând faptul că dorește să petreacă mai mult timp cu familia sa și nu dorește ca abilitățile sale de condus să se atrofieze, ca fiind principalii factori din spatele deciziei sale. În total, a concurat în 206 Mari Premii, câștigând 23, urcând de 57 de ori pe podium, 30 de pole position-uri și adunând 1.594,5 puncte de campionat. După retragere, Rosberg a trecut în managementul piloților, expert în televiziune și a devenit eco-antreprenor.

## Cariera în Formula 1
| Sezon | Echipă                | Puncte      | Loc clasament general |
| ----- | --------------------- | ----------- | --------------------- |
| 2005  | BMW Williams          | Pilot teste | -                     |
| 2006  | Williams              | 4           | 17                    |
| 2007  | AT&T Williams         | 20          | 9                     |
| 2008  | AT&T Williams         | 17          | 13                    |
| 2009  | AT&T Williams         | 34,5        | 7                     |
| 2010  | Mercedes AMG Petronas | 142         | 7                     |
| 2011  | Mercedes AMG Petronas | 89          | 7                     |
| 2012  | Mercedes AMG Petronas | 93          | 9                     |
| 2013  | Mercedes AMG Petronas | 171         | 6                     |
| 2014  | Mercedes AMG Petronas | 317         | 2                     |
| 2015  | Mercedes AMG Petronas | 322         | 2                     |
| 2016  | Mercedes AMG Petronas | 385         | 1                     |

## Cariera în Motor Sport
| Sezon | Competiție            | Puncte | Loc clasament general |
| ----- | --------------------- | ------ | --------------------- |
| 2003  | Formula 3 Euro Series | 45     | 8                     |
| 2004  | Formula 3 Euro Series | 70     | 4                     |
| 2005  | GP2 Series            | 120    | 1                     |